# Eidži Hirata
Eidži Hirata (japonsky 平田 英治, hebonšiki Eiji Hirata; * 16. května 1966 Jamaguči) je japonský fotbalový trenér a bývalý fotbalista. V České republice hrál za FK Švarc Benešov ve druhé lize v sezoně 1993/94. Jednalo se o prvního Japonce, který hrál v ČR v profesionálním klubu.

## Hráčská kariéra
S fotbalem začínal v rodném Jamaguči, profesionálem se stal v roce 1989. V sezoně 1991/92 si připsal 2 prvoligové starty v japonské nejvyšší soutěži za Mazdu Hirošima, aniž by skóroval. Původně byl útočníkem, později nastupoval ve středu pole.

### Ligová bilance
| Ročník           | Zápasy | Góly | Minuty | Klub                  |
| ---------------- | ------ | ---- | ------ | --------------------- |
| II. liga 1990/91 | 13     | 4    | –      | Mazda Hirošima        |
| I. liga 1991/92  | 2      | 0    | –      | Mazda Hirošima        |
| II. liga 1993/94 | –      | 0    | –      | Švarc Benešov         |
| II. liga 1995    | 19     | 0    | –      | Otsuka Pharmaceutical |
| II. liga 1996    | 15     | 0    | –      | Otsuka Pharmaceutical |
| II. liga 1997    | 28     | 1    | –      | Otsuka Pharmaceutical |
| II. liga 1998    | 16     | 0    | –      | Otsuka Pharmaceutical |
| CELKEM I. LIGA   | 2      | 0    | –      |                       |

## Trenérská kariéra
Po skončení hráčské kariéry se stal trenérem v mužstvu Otsuka Pharmaceutical (od roku 2005 jako Tokušima Vortis). Byl asistentem u A-mužstva (1999–2000, 2007–2008), asistentem u školního mužstva (2001–2004), hlavním trenérem U15 (2005) a hlavním trenérem U18 (2006 a od 2009 dosud).